# Pelophryne lighti
Pelophryne lighti é uma espécie de sapo da família Bufonidae. Ele é endêmico na Malásia, Indonésia, Filipinas e Singapura. Seu habitat natural são as florestas úmidas das terras baixas e de montanhas, em áreas tropicais e subtropicais, marismas intermitentes de água doce, rios, rios intermitentes, nascentes e áreas degradas em estágio de recuperação. Está ameaçado pela perda do seu habitat.